# 大畠駅
大畠駅（おおばたけえき）は、山口県柳井市神代東瀬戸にある、西日本旅客鉄道（JR西日本）山陽本線の駅である。

## 歴史
- 1897年（明治30年）9月25日：山陽鉄道広島駅 - 徳山駅間延伸時に開設[2]。旅客・貨物取扱開始[2]。
- 1906年（明治39年）12月1日：山陽鉄道国有化により、官営鉄道の駅となる[2]。
- 1909年（明治42年）10月12日：線路名称制定。山陽本線所属となる。
- 1921年（大正10年）7月28日：山口県営大島航路開設。
- 1946年（昭和21年）4月24日：大島航路が県営から国鉄に移管、国鉄の鉄道連絡船となる。
- 1962年（昭和37年）2月1日：貨物取扱廃止[2]。
- 1976年（昭和51年）7月2日：大島連絡船廃止。
- 1985年（昭和60年）3月14日：荷物扱い廃止[2]。
- 1987年（昭和62年）
  - 2月14日：みどりの窓口営業開始[3]。
  - 4月1日：国鉄分割民営化により、西日本旅客鉄道（JR西日本）の駅となる[2]。
- 2005年（平成17年）4月：みどりの窓口営業時間帯の窓口閉鎖を廃止。
- 2022年（令和4年）
  - 3月12日：ICカード「ICOCA」の利用が可能となる[4]。
  - 9月30日：この日をもってみどりの窓口の営業を終了[5]。
  - 10月1日：無人駅化[5]。
- 2025年（令和7年）
  - 7月 - 新築工事開始[6]。
  - 9月 - 新駅舎供用開始（予定）[6]。

## 駅構造
相対式ホーム2面2線を有し、間にホームの無い中線（上下待避線）が設けられた地上駅である。上りホーム側に駅舎があり、互いのホームは跨線橋で連絡している。
なお、大島連絡船が就航していた当時、桟橋は駅舎や跨線橋と直結しておらず、一旦改札口を出て歩く必要があった。

### のりば
| のりば | 路線      | 方向 | 行先           |
| ------ | --------- | ---- | -------------- |
| 1      | ■山陽本線 | 上り | 岩国・広島方面 |
| 2      | ■山陽本線 | 下り | 柳井・徳山方面 |

- 列車運転指令上では、前述の中線が「2番線」となるため、2番のりばは「3番線」とされている。

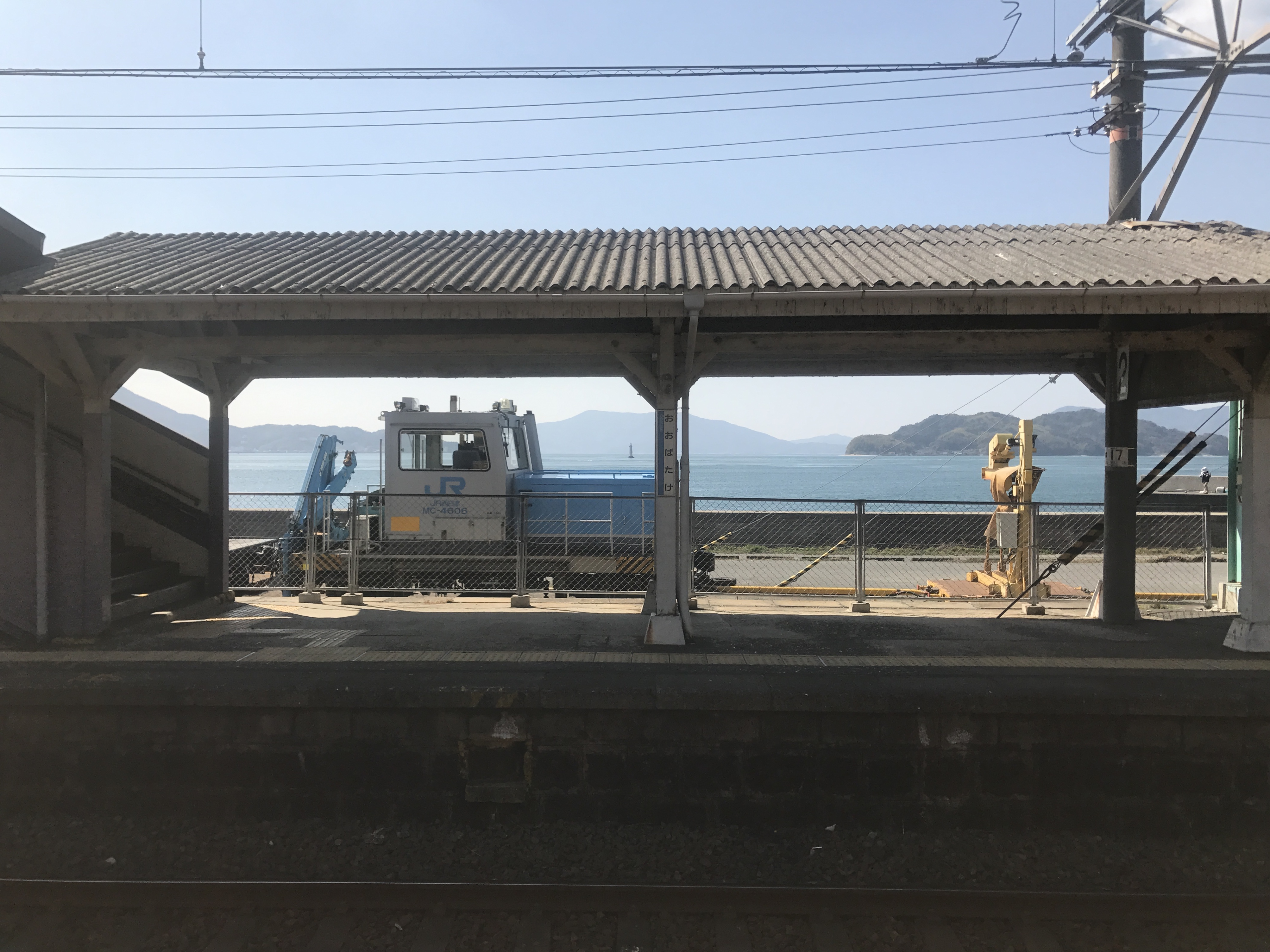
ホーム（2017年3月）

## 利用状況
1日平均乗車人員は以下の通り。
| 乗車人員推移 | 乗車人員推移 |
| 年度         | 1日平均人数  |
| ------------ | ------------ |
| 1999         | 1,241        |
| 2000         | 1,191        |
| 2001         | 1,212        |
| 2002         | 1,230        |
| 2003         | 1,219        |
| 2004         | 1,150        |
| 2005         | 1,111        |
| 2006         | 1,095        |
| 2007         | 1,095        |
| 2008         | 1,074        |
| 2009         | 1,025        |
| 2010         | 993          |
| 2011         | 990          |
| 2012         | 984          |
| 2013         | 963          |
| 2014         | 920          |
| 2015         | 941          |
| 2016         | 927          |
| 2017         | 903          |
| 2018         | 853          |
| 2019         | 845          |
| 2020         | 665          |
| 2021         | 672          |
| 2022         | 686          |

## 駅周辺
旧・大畠町の中心に位置し、駅の目前には瀬戸内海（大畠瀬戸）が広がる。

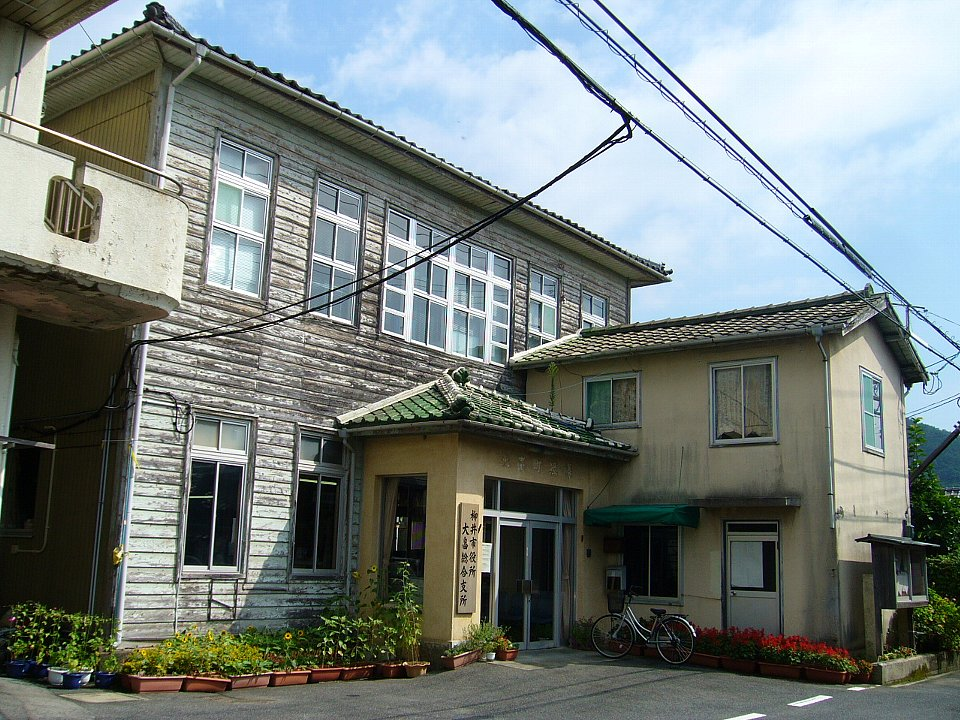
柳井市役所大畠総合支所
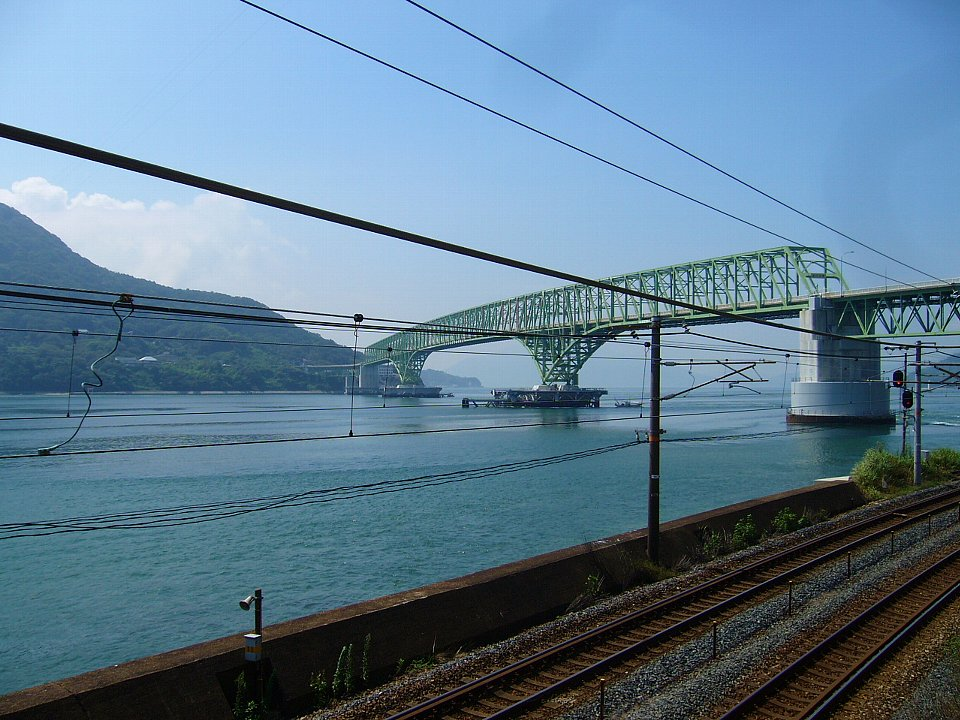
大畠瀬戸
- 大島大橋
- 柳井市立大畠中学校
- 大畠郵便局
- 国道188号
- 国道437号

- 柳井市役所大畠総合支所
- 大畠瀬戸と大島大橋

## バス路線
大島連絡船が就航していた時代から、屋代島（周防大島）方面への玄関駅として機能して来た。大島大橋開通後は国鉄バス・防長交通が当駅から大島方面へバスを運転していたが、現在は国鉄バスを承継していたJRバス中国の路線（大島線）が廃止され、防長交通の単独運行となっている。
- 柳井駅前 / 周防八幡
- 町立橘病院前
- 周防油宇

## 隣の駅
西日本旅客鉄道（JR西日本）
■山陽本線
神代駅 - 大畠駅 - 柳井港駅